# Tannenzweig
Als Tannenzweige, Tannengrün, südd. auch Daxen, Taxen oder Dasen, bezeichnet man die Zweige von Tannen, Fichten und teilweise auch anderen Nadelbäumen. Dieselbe Verallgemeinerung findet sich beim „Tannen“baum. Das oberdeutsche Wort lateinischen Ursprungs findet sich auch bei den Taxaceae (Eibengewächsen).

## Floristik und Brauchtum
Das heute handelsübliche Tannengrün stammt in den meisten Fällen von Fichtenbäumen, da dies preislich günstiger ist, meist buschige nördliche Sorten. Im Besonderen fällt es in der Christbaum-Produktion bei deren Zurechtmachen an.
Wie der Weihnachtsbaum selbst symbolisiert der immergrüne Zweig die winterliche Erwachenskraft, die die Kältezeit in Lebenskraft überdauert.
Tannenzweigwerk wird traditionell in der Weihnachts- und Vorweihnachtszeit zur Dekoration im Haus und in Schaufenstern genutzt. Zu Beginn der Winterzeit und noch vor dem 1. November (Allerheiligen) ist es Usus, die Grabstätten mit Tannengrün abzudecken und diese bis zum Frühjahr so zu belassen. Dabei werden die Zweige mit der Oberseite nach unten auf die zu bedeckende Fläche gelegt und ineinander verankert. Außerdem bindet man aus Tannenzweigen auch den Adventskranz. In Gestecken wird Tannengrün in der Floristik ebenfalls gerne verwendet.
Der Tannenzweig als Symbol findet sich auch im Lied Tannengrün, einem Volkslied, dessen Text von Georg Christian Dieffenbach stammt und das von Franz Abt (1819–1885) vertont wurde.

## Ortsnamen und Heraldik
Der Tannenzweig ist in der Heraldik eine gemeine Figur und kann alle heraldische Tinkturen annehmen.
Das oberdeutsche Daxen findet sich in Orten wie Taxa (Landkreis Dachau) oder Taxenbach (im salzburgischen Pinzgau), dem alten Namen Taxen für Eben im Pongau (Land Salzburg), der Bezeichnung Schinderdaxet für einen Wald in Ismaning sowie der Ortslage Daxlueg am Heuberg über Salzburg. Im weitesten Sinn wird es hier in der Heraldik zum redenden Wappen.
Das Wappenbild ist forstreichen Gegenden verbreitet, besonders in der Heraldik Finnlands. Beim Wappenschnitt spricht man von Tannenschnitt. Dieser ist nach 1949 in Finnland entstanden. Es handelt sich um eine Schnittteilung, die aus stilisierten nebeneinander gestellten Tannenzweigen entsteht.
Beispiele sind:

Ein rotes Herz, daraus wachsend ein dreigegabelter grüner Zweig (Laukaa FI)
In Silber ein roter Balg, mit einem goldenen Tannenzweig belegt (Juupajoki FI)
Im Tannenschnitt gespalten von Silber und Grün (Siipyy, Kristinestad FI)
Stilisierter Tannenschnitt im Wappen von Varpaisjärvi, FI
Deckenpfronn im Landkreis Böblingen betont die Nähe zum Schwarzwald